# 全福街道 (乐山市)
全福街道，原为全福镇，是中华人民共和国四川省乐山市市中区下辖的一个乡镇级行政单位。2019年12月，撤镇设街道，将原全福镇和牟子镇翡翠社区、沟儿口村、马边河村、三桥村所属行政区域划归全福街道管辖。

## 行政区划
全福街道下辖以下地区：
裕农场社区、裕农村、台子村、下沟村、石梯村、全福村、福农村、石头村和普农村。